# Nikolai Dmitrijewitsch Braschman

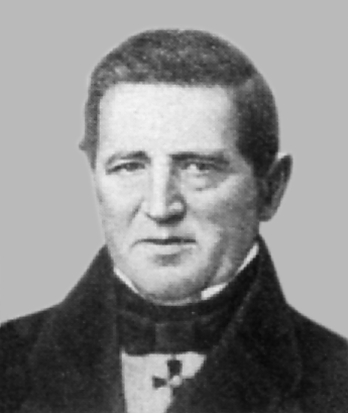
Nikolai Dmitrijewitsch Braschman

Nikolai Dmitrijewitsch Braschman (russisch Николай Дмитриевич Брашман; * 14. Juni 1796 in Neu Raußnitz; † 13. Maijul. / 25. Mai 1866greg. in Moskau) war ein österreichisch-russischer Mathematiker.

## Leben
Braschman war ein Schüler von Joseph von Littrow. Von 1824 arbeitete bis zum Lebensende in Russland: in Sankt Petersburg, Kasan und ab 1834 arbeitete er in Moskau an der Kaiserlichen Universität Moskau (heute Lomonossow-Universität Moskau). Er war seit 1855 Korrespondierendes Mitglied der Kaiserlichen St. Petersburger Akademie der Wissenschaften (heute Russische Akademie der Wissenschaften), seit 1859 war er Ehrendoktor der Moskauer Universität. Seine wichtigsten wissenschaftlichen Arbeiten beziehen sich auf die Strömungsmechanik und das Prinzip der kleinsten Wirkung (Hamilton-Prinzip).
Braschman ist der Autor eines der besten Kurse für Analytische Geometrie seiner Zeit. In der Großen Sowjetischen Enzyklopädie wird Brashman „ein hervorragender Lehrer“ genannt. Zu seinen Schülern gehören die Akademiker Ossip Somow und Pafnuti Tschebyschow.
Braschman erhielt 1836 den Demidow-Preis der St. Petersburger Akademie. Er erhielt den Sankt-Stanislaus-Orden (1843) und den Orden der Heiligen Anna (1846, 1849). Er war Gründungspräsident der Moskauer Mathematischen Gesellschaft.